# Mas-Kom-Yah
Mas-Kom-Yah és una obra de teatre escrita per Recep Tayyip Erdoğan, el 1975, basada en el llibre Kızıl Pençe ("Garra Roja"), escrit pel predicador islamista Mustafa Bayburtlu. El nom Mas-Kom-Yah és l'abreviatura de Mason, Komünist ve Yahudi («maçó, comunista i jueu»).

## Argument
Ayhan Bey, propietari d'una fàbrica no religiosa, envia el fill a l'estranger perquè estudiï. Anys després, el fill, després de renunciar a l'islam, torna a Turquia. Això provoca un distanciament entre Ayhan Bey i el seu fill. Simultàniament, els treballadors de la fàbrica es rebel·len i s'apoderen de la propietat d'Ayhan Bey. Són incitats per un treballador jueu que es fa passar per un musulmà turc. El capitost, retratat a l'obra com a extremadament maliciós, finalment incita els seus companys a assassinar Ayhan Bey.

## Representació
Erdoğan, autor de l'obra, també va participar en la producció com a director i actor, interpretant el fill del propietari de la fàbrica. L'obra es va representar a tot Turquia des del 1975 fins al cop d'estat a Turquia de 1980.

## Crítica
El 2012, el revista setmanal alemany Der Spiegel va qualificar l'obra d'antisemita i va acusar Erdoğan d'interpretar el teatre des d'una perspectiva propagandística i d'obstaculitzar la tasca teatral com a Primer Ministre, ja que els teatres i escenaris a l'actual República de Turquia són, en part, bastions liberals i laics de la societat.